# Croton tartonrairoides
Croton tartonrairoides är en törelväxtart som beskrevs av Ferdinand Albin Pax och Käthe Hoffmann.
Croton tartonrairoides ingår i släktet Croton och familjen törelväxter. Inga underarter finns listade i Catalogue of Life.